# 勒多耶什蒂鄉
44°9′N 25°9′E / 44.150°N 25.150°E
勒多耶什蒂鄉（羅馬尼亞語：Comuna Rădoiești, Teleorman），是羅馬尼亞的鄉份，位於該國南部，由特列奧爾曼縣負責管轄，處於布加勒斯特以西80公里，每年平均降雨量985毫米，海拔高度97米，2007年人口2,338。